# 全唇鸢尾兰
全唇鸢尾兰（学名：Oberonia integerrima），为兰科鸢尾兰属下的一个植物种。